# Recopa Sud-americana
La Recopa Sud-americana (en castellà Recopa Sudamericana, en portuguès Recopa Sul-Americana) és una competició de futbol disputada a Sud-amèrica anualment des de l'any 1989.
Enfronta els vencedors dels dos principals tornejos del continent, la Copa Libertadores de América i la Copa Sud-americana (anàlog a la Supercopa d'Europa). Entre 1989 i 1998 enfrontà els campions de la Copa Libertadores i la Supercopa Sud-americana. L'any 1994 fou disputada entre els campions de la Copa Libertadores i la copa CONMEBOL com que el campió de la Libertadores i Supercopa van coïncidir.
Abans va existir una competició anomenada Recopa Sud-americana de Clubs o Copa Ganadores de Copa disputada els anys 1970 i 1971, però no tenia res a veure amb aquesta competició.

## Campions
| Any       | Campió                       | Finalista                    |
| 1989      | C. Nacional F.               | Racing Club de Avellaneda    |
| 1990      | CA Boca Juniors              | CA Nacional                  |
| 1991      | Club Olimpia                 | guanyà el doblet             |
| 1992      | CSD Colo Colo                | Cruzeiro EC                  |
| 1993      | São Paulo FC                 | Cruzeiro EC                  |
| 1994      | São Paulo FC                 | Botafogo FR                  |
| 1995      | CA Independiente             | CA Vélez Sarsfield           |
| 1996      | Gremio FC                    | CA Independiente             |
| 1997      | CA Vélez Sarsfield           | CA River Plate               |
| 1998      | Cruzeiro EC                  | CA River Plate               |
| 1999-2002 | no es disputà                | no es disputà                |
| 2003      | Club Olimpia                 | CA San Lorenzo de Almagro    |
| 2004      | Cienciano                    | CA Boca Juniors              |
| 2005      | CA Boca Juniors              | CD Once Caldas               |
| 2006      | CA Boca Juniors              | São Paulo FC                 |
| 2007      | SC Internacional             | CF Pachuca                   |
| 2008      | CA Boca Juniors              | Arsenal Fútbol Club          |
| 2009      | Liga de Quito                | SC Internacional             |
| 2010      | Liga de Quito                | Estudiantes                  |
| 2011      | SC Internacional             | CA Independiente             |
| 2012      | Santos FC                    | Universidad de Chile         |
| 2013      | SC Corinthians               | São Paulo FC                 |
| 2014      | Atlético Mineiro             | CA Lanús                     |
| 2015      | CA River Plate               | CA San Lorenzo               |
| 2016      | CA River Plate               | Santa Fe                     |
| 2017      | Atlético Nacional            | Chapecoense                  |
| 2018      | Grêmio Porto Alegre          | CA Independiente             |
| 2019      | CA River Plate               | Athletico Paranaense         |
| 2020      | CR Flamengo                  | CEAR Independiente del Valle |
| 2021      | Defensa y Justicia           | SE Palmeiras                 |
| 2022      | SE Palmeiras                 | Athletico Paranaense         |
| 2023      | CEAR Independiente del Valle | CR Flamengo                  |
| 2024      | Fluminense FC                | Liga de Quito                |